# Thyone gadeana
Thyone gadeana is een zeekomkommer uit de familie van de Phyllophoridae.
De wetenschappelijke naam van de soort werd in 1898 gepubliceerd door Rémy Perrier.